# 帕特·加里蒂
帕特里克·约瑟夫·加里蒂（英語：Patrick Joseph Garrity，1976年8月23日—），美国NBA联盟职业篮球运动员。他在1998年的NBA选秀中第1轮第19顺位被密尔沃基雄鹿选中。